# Jaroslava Vacková
Jaroslava Vacková (* 4. listopadu 1946) byla česká a československá politička Komunistické strany Československa a poslankyně Sněmovny lidu Federálního shromáždění za normalizace.

## Biografie
K roku 1976 se profesně uvádí jako zootechnička. Ve volbách roku 1976 byla zvolena do Sněmovny lidu (volební obvod č. 21 – Kolín, Středočeský kraj). Ve Federálním shromáždění setrvala do konce funkčního období, tedy do voleb roku 1981.